# Eusparassus
Genre
Synonymes
- Cercetius Simon, 1902

Eusparassus est un genre d'araignées aranéomorphes de la famille des Sparassidae.

## Distribution
Les espèces de ce genre se rencontrent en Afrique, en Asie et en Europe du Sud ; Eusparassus shefteli à l'appartenance générique contestée provient du Pérou.

## Liste des espèces
Selon World Spider Catalog (version 22.0, 18/03/2021) :
- Eusparassus arabicus Moradmand, 2013
- Eusparassus atlanticus Simon, 1909
- Eusparassus barbarus (Lucas, 1846)
- Eusparassus bicorniger (Pocock, 1898)
- Eusparassus borakalalo Moradmand, 2013
- Eusparassus doriae (Simon, 1874)
- Eusparassus dufouri Simon, 1932
- Eusparassus educatus Moradmand, 2013
- Eusparassus flavidus (O. Pickard-Cambridge, 1885)
- Eusparassus fritschi (C. Koch, 1873)
- Eusparassus fuscimanus Denis, 1958
- Eusparassus jaegeri Moradmand, 2013
- Eusparassus jocquei Moradmand, 2013
- Eusparassus kronebergi Denis, 1958
- Eusparassus laevatus (Simon, 1897)
- Eusparassus letourneuxi (Simon, 1874)
- Eusparassus levantinus Urones, 2006
- Eusparassus maynardi (Pocock, 1901)
- Eusparassus mesopotamicus Moradmand & Jäger, 2012
- Eusparassus oculatus (Kroneberg, 1875)
- Eusparassus oraniensis (Lucas, 1846)
- Eusparassus pearsoni (Pocock, 1901)
- Eusparassus perezi (Simon, 1902)
- Eusparassus pontii Caporiacco, 1935
- Eusparassus potanini (Simon, 1895)
- Eusparassus reverentia Moradmand, 2013
- Eusparassus schoemanae Moradmand, 2013
- Eusparassus shefteli Chamberlin, 1916
- Eusparassus syrticus Simon, 1909
- Eusparassus tuckeri (Lawrence, 1927)
- Eusparassus vestigator (Simon, 1897)
- Eusparassus walckenaeri (Audouin, 1826)
- Eusparassus xerxes (Pocock, 1901)

Selon World Spider Catalog (version 20.5, 2020) :
- † Eusparassus crassipes (C. L. Koch & Berendt, 1854)

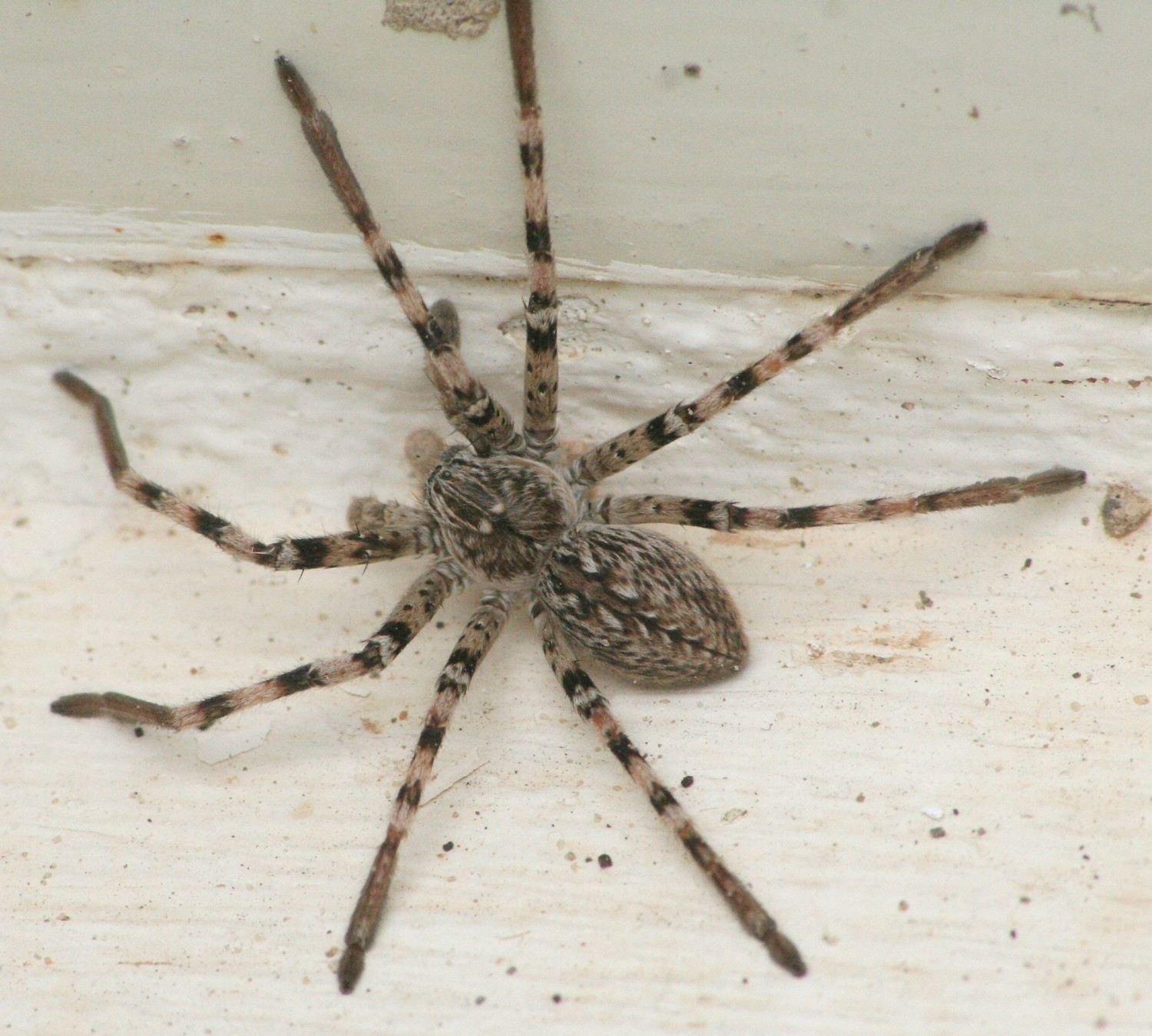
Eusparassus dufouri
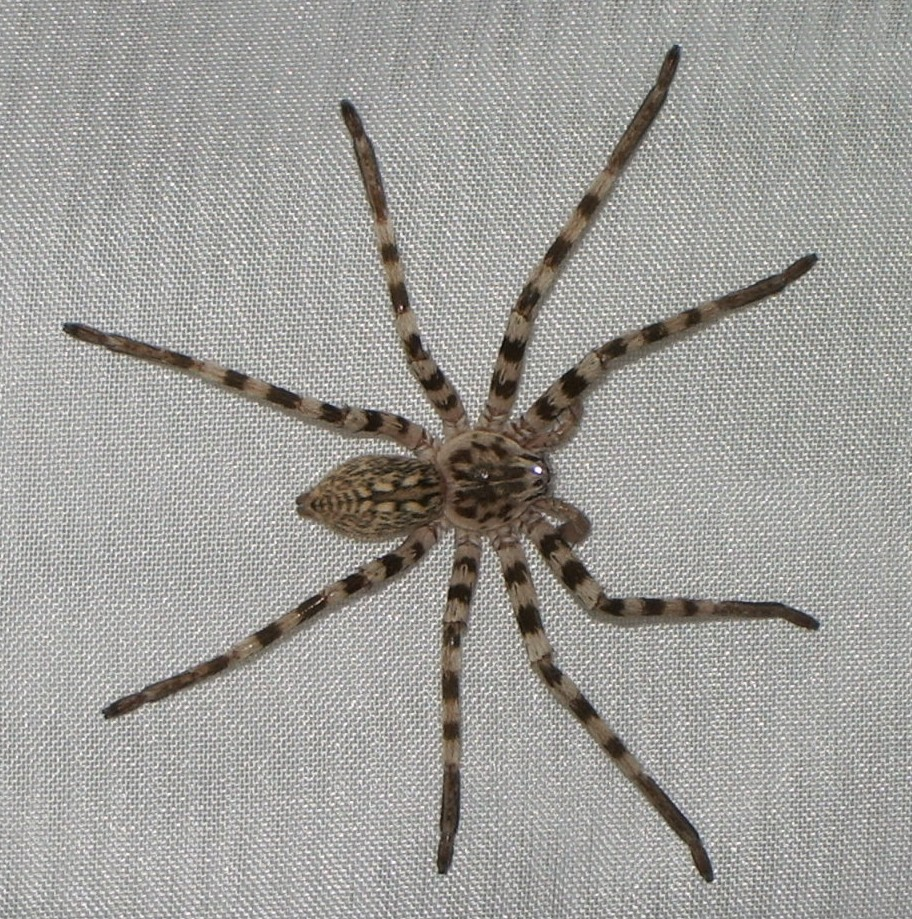
Eusparassus walckenaeri

## Publication originale
- Simon, 1903 : Histoire naturelle des araignées. Paris, vol. 2, p. 669-1080 (texte intégral).